# 佐々木善住
佐々木 善住（ささき よしずみ、生没年不詳）は、室町時代後期の日本の医師。

## 略歴
平安時代末期の武士・佐々木秀義11世の孫という。近江国の人で、近江善住、穏君子と称した。相国寺住持・鹿苑院院主を歴任した禅僧・景徐周麟と交友があった。その優れた医術から多くの門人を抱えた。